# SV Zulte Waregem
Der SV Zulte Waregem ist ein belgischer Fußballverein aus Waregem in der Provinz Westflandern. Er spielte seit der Saison 2023/24 in der Division 1B, der zweithöchsten belgischen Fußball-Liga, und ist zur Saison 2025/26 in die Division 1A aufgestiegen.

## Geschichte

Logo des alten KSV Waregem

Der Verein ist 2001 aus einer Fusion von Zultse VV und dem KSV Waregem entstanden. Der erste war 1950 als Zulte Sportief gegründet worden und fusionierte 1971 mit SK Zulte. Die Mannschaft spielte lange Zeit nur zweit- oder sogar drittklassig. KSV Waregem wurde 1925 als Waregem Sportief gegründet und erhielt 1951 das Privileg, sich als königlich zu bezeichnen und trat seitdem als KSV Waregem (Niederländisch: Koninklijke Sportvereniging Waregem). KSV Waregem spielte jahrelang in der ersten belgischen Liga.
Nach der Fusion 2001 nutzt der Klub das Stadion des KSV Waregem, die 12.414 Zuschauern Platz bietende Elindus Arena. In der Saison 2006/07 spielte der Verein im UEFA-Pokal, überstand überraschend die Gruppenphase und schied erst gegen Newcastle United aus.
Seit Einführung der Play-offs in der 1. Division erreichte Zulte Waregem die beste Platzierung in der Saison 2012/13 als Vize-Meister. Dadurch hatte der Verein die Berechtigung an der 3. Qualifikationsrunde zur Champions League teilzunehmen, scheiterte dort aber an der PSV Eindhoven. In den anschließenden Play-off-Spielen zur Europa League gegen APOEL Nikosia gelang die Qualifikation zur Gruppenphase. Dort schied man als Dritter der Gruppe schließlich aus.
In der Saison 2013/14 war man als Vierter der Play-off-Meisterrunde startberechtigt in der 3. Qualifikationsrunde der Europa League. Dort schied man gegen FK Schachzjor Salihorsk aus. In der Saison 2016/17 belegte Zulte Waregem den dritten Platz in der Hauptrunde, sackte in der Play-off-Meisterrunde aber auf Platz 6 ab. Da die Mannschaft in diesem Jahr Pokalsieger war, konnte sie an der Gruppenphase der Europa League teilnehmen. Erneut schied man dort als Dritter der Gruppe aus.
Im Folgejahr stand Waregem nach der Hauptrunde auf Platz 9. Die anschließende Play-off-Runde sowie das Play-off-2-Finale konnte der Verein gewinnen. Er scheiterte dann aber im Europa-League-Qualifikationsfinale gegen KRC Genk.
Im Sommer 2022 wurde Mbaye Leye als neuer Trainer verpflichtet. Nachdem der Verein seit Mitte September 2022 auf einen der drei Abstiegsplätze gestanden war, trennte er sich Mitte März 2023 von Leye. Als Nachfolger wurde der bisherige Jugendtrainer Frederik D’Hollander beauftragt.

## Erfolge
- Belgischer Pokalsieger (3)
  - 19741, 2006, 2017
- Belgischer Supercupsieger (1)
  - 19821
- UEFA-Pokal
  - Halbfinale (1985/86)
  - Sechzehntelfinale (2006/07)

1jeweils als KSV Waregem

## Kader Saison 2025/26
(Stand: 12. Juli 2025)
| Nr. |                 | Position | Name               |
| --- | --------------- | -------- | ------------------ |
| 1   | Belgien         | TW       | Louis Bostyn       |
| 3   | Belgien         | AB       | Anton Tanghe       |
| 4   | Belgien         | AB       | Laurent Lemoine    |
| 6   | Deutschland     | MF       | Enrique Lofolomo   |
| 9   | Belgien         | ST       | Jelle Vossen       |
| 10  | Elfenbeinküste  | ST       | Abdoulaye Traoré   |
| 11  | Zypern Republik | ST       | Stavros Gavriel    |
| 14  | Island          | AB       | Atli Barkarson     |
| 19  | Belgien         | AB       | Benoît Nyssen      |
| 21  | Nigeria         | MF       | Tochukwu Nnadi     |
| 22  | Ghana           | ST       | Joseph Opoku       |
| 23  | Niederlande     | TW       | Ennio van der Gouw |
| 24  | Danemark        | ST       | Jeppe Erenbjerg    |

| Nr. |                | Position | Name             |
| --- | -------------- | -------- | ---------------- |
| 27  | Elfenbeinküste | MF       | Ibrahim Diabaté  |
| 31  | Belgien        | AB       | Lukas Willen     |
| 42  | Belgien        | TW       | Arnaud Dobbels   |
| 47  | Belgien        | AB       | Andres Labie     |
| 50  | Belgien        | TW       | Sef Van Damme    |
| 55  | Belgien        | AB       | Yannick Cappelle |
| 64  | Belgien        | MF       | Thibaud Sergeant |
| 99  | Niederlande    | ST       | Jevon Simons     |
| -   | Belgien        | TW       | Brent Gabriël    |
| -   | Osterreich     | ST       | Tobias Hedl      |
| -   | Haiti          | AB       | Wilguens Paugain |
| -   | Belgien        | MF       | Thomas Claes     |

## Bekannte ehemalige Spieler
- Vital Borkelmans (1986–1989)
- Patrick Pascal (1994)
- Mbaye Leye (2007–2008, 2012–2014, 2015–2017)
- Steffen Ernemann (2009–2011)
- Junior Malanda (2012–2013)
- Thorgan Hazard (2012–2014)
- Aaron Leya Iseka (2017–2018)
- Amadou Onana (Jugend, bis 2017)

## Trainer
Eine Übersicht der Trainer des Vereins.
| Amtszeit          | Nat.    | Trainer              |
| ----------------- | ------- | -------------------- |
| 1989–1992         | Belgien | René Verheyen        |
| –                 | –       | –                    |
| 2011–2021         | Belgien | Francky Dury         |
| 06/2022 – 03/2023 | Senegal | Mbaye Leye           |
| 03/2023 –         | Belgien | Frederik D’Hollander |